# Ștefan Vodă
Ștefan Vodă este centrul administrativ al raionului Ștefan Vodă, Republica Moldova, cu o populație de 5436 locuitori și o suprafață de 22,77 km².

## Istorie
În anul 1884 la Akkerman, astăzi Belgorod-Dnestrovsc (Cetatea Albă), a fost alcătuită o hartă, unde este indicată printre alte și o localitate cu denumirea Chizil, Ștefan Vodă de astăzi. Însă, istoria de fapt a localității începe cu anul 1909, când aici a fost întemeiată colonia germană Kizil. Coloniștii au depus o muncă enormă pentru desțelenirea pământului și pentru construcția caselor.
În 1923, în Kizil erau 65 bărbați și 70 femei, în total 22 de case locuite, 1 grădină de zarzavat, școală primară mixtă, biserică luterană, primărie, poștă rurală. În 1924, primarul satului era  Victor Herter Victor, preot paroh la biserică - Siegmund Wolleylt.
Structura etnică a populației, 1930
     Germani (84,14%)
     Ruși (9,69%)
     Români (6,17%)
La recensământul general al populației din 1930 în Chizil erau 227 locuitori, inclusiv 110 bărbați și 117 femei. Din punct de vederea etnic, populația era alcătuită din 2 români, 191 germani și 22 ruși. În calitate de limbă maternă, 12 persoane au indicat în limba română, 191 persoane - limba germană și 18 persoane - limba rusă. Gradul de alfabetizare locuitorilor cu vârsta de peste 7 ani constituia 94,7 %.
Activitatea de bază a locuitorilor constituia agricultura, inclusiv cultivarea viței de vie pentru producerea vinului. Frații Mihail Witt și Nataniel Witt dețineau tractoare agricole.
Către anul 1940 în Kizil erau 54 de case, care erau aranjate de-a lungul unei străzi și a unui pârău. Însă în 1941 se înregistrează doar 12 locuitori, populația germană au fost supuși repatrierii în Germania, înainte de începerea celui de al Doilea Război Mondial. După război în baza fostei colonii se întemeiază sovhozul „Pobeda” cu destinația de a se specializa în creșterea materiei prime a culturilor medicinale. Este de menționat că acest sovhoz se supunea direct Moscovei și anume Ministerului Ocrotirii Sănătății al URSS.
Din anul 1952 s-a început repartizarea primelor loturi pentru construcția caselor individuale. La 23 decembrie 1964 apare decretul Prezidiului Sovietului Suprem al RSSM despre înființarea raionului Suvorov cu Centrul raional Suvorov, pe baza satului Kizil.
Până la 22 mai 1990 s-a numit Suvorov (în cinstea lui Aleksandr Suvorov). Denumirile mai vechi sunt Biruința (până la 23.12.1964) și Chizil (până la 28.12.1949).

## Geografie

### Amplasare
Orașul Ștefan Vodă este amplasat în partea de Sud-Est a Republicii Moldova la 105 km de Chișinău. Din trei părți orașul este în apropiată vecinătate cu Ucraina. Până la orașul Tighina sunt 45 km iar până la stația de cale ferată din Căușeni 27 km. Orașul este situat la 2 km de la traseul internațional Chișinău-Tighina-Odesa.

### Resurse naturale
Suprafața totală a orașului este de 2.277 ha, dintre care terenuri agricole - 1491 ha (76,5% sunt terenuri cu destinație agricolă), vii - 51 ha, livezi - 15 ha, pășuni - 137 ha, păduri - 111 ha, iazuri - 74 ha. Cea mai mare parte din terenurile cu destinație agricolă o ocupă pământul arabil – 1.491 ha. Suprafața terenului intravilan este de 458 ha, iar a terenurilor destinate industriei – 70,6 ha. Fondul acvatic al orașului este format de 2 lacuri cu o suprafață de 74 ha. Suprafața fondului silvic este de 107,7 ha sau 4,7% din suprafața totală.

## Demografie

### Structura etnică
Structura etnică a orașului conform recensământului populației din 2004:
| Grup etnic         | Populație | % Procentaj |
| ------------------ | --------- | ----------- |
| Moldoveni / Români | 6.454     | 83,08%      |
| Ruși               | 599       | 7,71%       |
| Ucraineni          | 554       | 7,13%       |
| Bulgari            | 64        | 0,82%       |
| Găgăuzi            | 21        | 0,27%       |
| Alții              | 76        |             |
| Total              | 7.768     | 100%        |

## Administrație și politică
Primarul orașului Ștefan Vodă este Vladislav Cociu (Liga Orașelor și Comunelor), reales în 2023.
Componența Consiliului local Ștefan Vodă (17 consilieri), ales la 5 noiembrie 2023, este următoarea:
|  | Partid                                       | Consilieri | Componență | Componență | Componență | Componență | Componență | Componență | Componență | Componență | Componență | Componență |
|  | -------------------------------------------- | ---------- | ---------- | ---------- | ---------- | ---------- | ---------- | ---------- | ---------- | ---------- | ---------- | ---------- |
|  | Liga Orașelor și Comunelor                   | 10         |            |            |            |            |            |            |            |            |            |            |
|  | Partidul Acțiune și Solidaritate             | 3          |            |            |            |            |            |            |            |            |            |            |
|  | Partidul Socialiștilor din Republica Moldova | 3          |            |            |            |            |            |            |            |            |            |            |
|  | Partidul „Renaștere”                         | 1          |            |            |            |            |            |            |            |            |            |            |

## Economie
Ramurile de bază ale economiei orașului sunt agricultura și sfera serviciilor. Pe teritoriul orașului sunt înregistrați 856 agenți economici, dintre care marea majoritate – 754 sunt cu drept de persoană fizică, inclusiv 255 întreprinderi individuale, 326 gospodării țărănești, 122 societăți cu răspundere limitată, 12 societăți pe acțiuni, 8 cooperative de producție. 
Principalii agenți economici din localitate sunt: 
- S.A. „Elevator Kelley-Irains” (743 ha),
- Gospodării Țărănești (67 ha),
- I.T. „Noroc-Tănase„ (5,5 ha),
- I.T. „Sfântul Gheorghe” (22 ha),
- întreprindere de transport „BTA-7” S.A.,
- filiala Ștefan Vodă a S.A. „Drumuri Căușeni” - deservirea drumurilor naționale și locale pe teritoriul raionului.
- întreprindere de construcție „Zidarul” S.A.,
- 2 întreprinderi de transport a călătorilor în regim de taxi,
- Fabrica de producere a spirtului etilic (staționează),
- 4 întreprinderi de construcție (1. S.A. "Zidarul", 2. I.I. „Codjebaș-Veaceslav”, 3. I.I. „Fitrun-Serv”, 4. S.A. „Irigatorul”),
- 3 stații de alimentare petrolieră,
- 5 stații de deservire tehnică,
- 2 stații de testare și revizie tehnică a automobilelor,
- 2 întreprinderi de producere a pâinii și a produselor de panificație,
- o întreprindere de prestare a serviciilor tehnice „Irigatorul”S.A.

De asemenea în oraș sunt 173 unități de comerț, 4 farmacii, 3 farmacii veterinare, 1 magazin agricol, 5 frizerii, 2 unități de deservire socială și 12 unități de alimentație publică ( dintre care 3 restaurante, "Casa Sărbătorii" alături de Hotelul „Marion”, restaurantul "Mărțișori", restaurantul "Europa"). Pe lângă acestea sunt foarte multe Cafe-baruri. Mai exista: filiale a 5 bănci comerciale (1. S.A. „Victoriabank”, 2. S.A. „Moldagroindbank”, 3. S.A. „Moldindcombank”), 4 filiale ale companiilor de asigurări, 3 piețe (1 - comercială, 1 - agricolă, 1 - de păsări și animale..), 3 hoteluri (1. I.I. "Start-Impex" - 15 locuri, 2. S.C. "Villa-Maria" - 20 locuri, Hotelul „Marion”). Hotelul „Marion” este situat chiar la intrarea în orașul Ștefan Vodă, în vecinătate cu parcul și restaurantul „Casa Sărbătorii”. Nu departe, la 3 km de hotel se afla o frumoasa pădure cu diverse specii de păsări și animale, care prezintă un interes pentru amatorii de vânătoare. Aproape de hotel se află și „Asociația de Vânătoare și Pescuit”., 2 instituții medicale (Spital Raional, Centrul Medicilor de Familie).
Lungimea totală a drumurilor din localitate este de 28 km, dintre care 6 km drumuri naționale și 22 km drumuri locale. Din lungimea totală a drumurilor - 18 km au acoperire rigidă.

### Finanțele publice locale
Volumul veniturilor în bugetul local pentru anul 2009 a fost de 11779.4 mii lei, ceea ce este cu1 3% mai mult decât în anul precedent. Ponderea transferurilor în totalul veniturilor este de 31%, ceea ce plasează orașul pe o poziție medie în republică.
Volumul cheltuielilor pentru anul 2009 - 13978,2 mii. În structura cheltuielilor 72,5% (10129,8 mii) revin celor pentru educație, 11,8% (1644,5 mii) pentru cultură, 5,6% pentru aparatul primăriei. Restul cheltuielilor sunt repartizate pentru întreținerea aparatului primăriei, cultură, artă, sport. Pentru gospodăria comunală și pentru întreținerea drumurilor în anul 2009 au fost alocate 740,2 mii lei și respectiv 59,1 mii. lei, ceea ce în sumă este doar 5,3% din totalul cheltuielilor.

## Social
Populația orașului Ștefan Vodă este de 7350 locuitori. Cea mai mare parte - 81.1% o constituie moldovenii. Minoritățile naționale sunt formate din ruși - 7,7%, ucraineni - 7,1% și restul 2.2% sunt bulgari, găgăuzi, și a.
Sistemul de educație din oraș este format din 2 instituții preșcolare (grădinițe), școala primară cu 355 elevi, 1 liceu și 1 gimnaziu cu 1.120 elevi total, o școală profesională cu 454 elevi.
În sistemul de ocrotire a sănătății activează 105 medici și 148 personal medical mediu. În oraș funcționează un centru al medicilor de familie, un spital raional și o rețea de 4 farmacii.

## Cultură și educație
În prezent Ștefan Vodă este un oraș cu o viață culturală bogată, aici activând o Școală de Arte care poartă numele „Maria Bieșu”, 1 Casă de cultură, 1  Bibliotecă Publică Orășenească, 1 muzeu, 1 liceu teoretic, 1 gimnaziu rus, o școală primară, 2 grădinițe pentru copii.
Rețeaua instituțiilor culturale este formată din Casa de cultură, o Bibliotecă Publică Orășenească, 4 instituții sportive, 3 locuri de odihnă si agrement, 1 muzeu, 4 monumente (1. Ștefan cel Mare, 2. Eroilor Necunoscuți 3. În memoria ostașilor căzuți în războiul din Afganistan 4.În memoria ostașilor căzuți în Conflictul de pe Nistru), 2 busturi (1 închinat lui „Alexandr Suvorov”, al 2-lea închinat lui "Mihai Eminescu"), o placă comemorativă a primilor locuitori al așezământului Kizil. În oraș este unul din cele două monumente din țară, închinate Marelui Domnitor al Moldovei, Ștefan cel Mare, instalat în anul 1995.
Printre colectivele artistice putem menționa clubul de dans sportiv „Bonton” și colectivul de dans popular „Izvoraș”. În Ștefan Vodă se organizează Festivalul de dansuri sportive cu participarea colectivelor din toată republica, a membrilor federației dansurilor sportive din Republica Moldova.
În localitate activează 2 grădinițe pentru copii: grădinița pentru copii nr. 2 "Licurici", cu o capacitate de 150 locuri, și grădinița-creșă pentru copii nr. 3 „Alionușca”, cu o capacitate de 300 de locuri.
Școala primară „Grigore Vieru” are o capacitatea de 300 de elevi, unde își fac studiile elevii claselor I - IV.
Liceul Teoretic „Ștefan Vodă” este unica instituție de învățământ general cu statut de liceu român, din oraș. În cadrul liceului activează 560 de elevi. Din anul 2011 în acest liceu au început să vină elevi din multe sate ale raionului Ștefan Vodă care au puse la dispoziție autobuze școlare. În activitățile suplimentare care se petrec în această școală sunt: volei, basket, tenis, jocul de șah și dame ș.a.
Gimnaziul rus "Dimitrie Cantemir" este unicul gimnaziu rus.
Societatea civilă este antrenată în procesul decizional la nivel de Primărie și ulterior la Consiliul Raional.
Prin intermediul organizațiilor obștești, Centrul de Dezvoltare Durabilă "Rural21" este organizația umbrelă în regiune, contribuind la formarea și activitatea altor ONG-uri din raioanele Ștefan Vodă și Căușeni.
Există și o scoală sportivă unde se învață Trânta națională, Judo, Sambo, Fotbal.

## Relații de cooperare și înfrățire
- Copșa Mică, județul Sibiu, România[14]
- Roman, județul Neamț, România
- Șceglovo, raionul Vsevolojsk⁠(d), regiunea Leningrad[15]

## Personalități

### Născuți în Ștefan Vodă
- Elena Țurcan (n. 1975), fotbalistă
- Veaceslav Jigailov (n. 1976), fotbalist
- Boris Covali (n. 1982), cântăreț